# 구쓰카와촌
구쓰카와촌(일본어: 久津川村)은 일본 교토부 구세군에 설치되었던 촌이다. 현재의 조요시 북단에 해당한다.